# Ahmad Naser Sarmast
Ahmad Naser Sarmast est un ethnomusicologue afghano-australien. Il est le fondateur et directeur de l'Institut national afghan de musique.

## Enfance et formation
Son père, Ustad Salim Sarmast, est un musicien, compositeur et chef d'orchestre célèbre en Afghanistan. Ahmad Sarmast a donc grandi exposé à une grande variété d'influences musicales,,.
Sarmast est diplômé d'une école de musique afghane en 1981. Il quitte ensuite l'Afghanistan dans les années 1990 en raison de la guerre civile afghane en cours,. Il obtient tout d'abord une maîtrise en musicologie en 1993 au Conservatoire d'État de Moscou,. En 1994, il obtient l'asile en Australie. En 2005, Sarmast est devenu le premier Afghan à obtenir un doctorat en musique, obtenant son doctorat de l'Université Monash,.

## Fondation de l'Institut national afghan de musique
Sarmast retourne en Afghanistan pour aider à faire revivre la musique dans son pays natal après la défaite des talibans,,,. À l'invitation du ministère afghan de l'Éducation, Sarmast est revenu avec un plan pour restaurer les traditions musicales afghanes qui avaient été supprimées pendant lees années du régime taliban,,. En 2006, Sarmast expose sa proposition dans le Renouveau de la Musique afghane (ROAM), en voulant ouvrir une école de musique dédiée avec un programme combinant à la fois la musique afghane et occidentale,. Sarmast retourne en Afghanistan en 2008  et ouvre officiellement l'Institut national afghan de musique (ANIM) à Kaboul le 20 juin 2010.
Sarmast avait initialement prévu d'offrir une éducation musicale exclusivement aux enfants défavorisés, aux orphelins et aux enfants des rues,. Le ministère afghan de l'Éducation voulait qu'il ouvre l'école aux étudiants talentueux, donc un accord est finalement conclu pour un mélange cinquante-cinquante. Les enfants défavorisés de l'ANIM reçoivent une allocation de 30 $ par mois pour leur permettre de se concentrer sur l'école.
Sarmast accorde une grande importance à l'offre d'un environnement d'apprentissage mixte, une situation rare en Afghanistan, ce qu'il cite comme sa plus grande réussite à l'école.
En 2013, l'Afghan Youth Orchestra de l'ANIM effectue une tournée aux États-Unis, notamment au Carnegie Hall et au Kennedy Center,. En 2015, la première femme chef d'orchestre afghane, Negin Khpolwak, réalise son premier concert avec un ensemble entièrement féminin.

## Victime d'une attaque talibane
Sarmast est blessé dans un attentat-suicide perpétré par les talibans contre le Centre d'enseignement français en Afghanistan le 11 décembre 2014,. À la suite de l'attentat, les talibans ont publié une déclaration accusant Sarmast de corrompre la jeunesse afghane,.
Immédiatement après l'attaque, Sarmast perd connaissance et surtout perd l'audition des deux oreilles, car ses deux tympans étaient perforés, ce qui l'a rendu complètement sourd,. Il a été transporté d'urgence dans un hôpital de Kaboul pour une intervention chirurgicale d'urgence. Plus tard, il est revenu en Australie, où les chirurgiens ont retiré onze éclats d'obus de l'arrière de sa tête, restituant l'audition partielle à l'une de ses oreilles,. Sarmast souffre de trouble de stress post-traumatique à la suite de l'attaque.

## Autres informations
Sarmast passe du temps à transcrire la musique afghane en notation occidentale pour aider à enregistrer une tradition musicale afghane principalement orale. Il espère aussi réarranger la musique afghane dans la tradition classique occidentale.
Sarmast a l'intention de construire une salle de concert et un dortoir pour filles dans l'institut actuel. Sarmast espère également construire des écoles de musique dans d'autres villes d'Afghanistan, principalement Mazar-i-Sharif, Jalalabad et Herat,. Il rêve aussi de créer un Orchestre symphonique d'Afghanistan.
Sarmast fait l'objet d'un documentaire en 2012, Dr. Sarmast's Music School, réalisé par Polly Watkins et Beth Frey,,.

En 2018, Sarmast et l'Institut national afghan de musique ont reçu le Prix Polar Music
Le Prix de musique polaire 2018 est décerné à l'Institut national afghan de musique (ANIM) et au Dr Ahmad Sarmast, son fondateur et directeur visionnaire, en reconnaissance de la façon dont cette organisation inspirante a utilisé le pouvoir de la musique pour transformer la vie des jeunes.

## Travaux
- A Survey of the History of Music in Afghanistan: Special Reference to Art Music from c. 1000 A.D., VDM Verlag, 2009 (ISBN 978-3639131505)